# Ivan Čepička
Ivan Čepička (* 26. srpna 1978 Stod) je český protistolog, který se zaměřuje především na diverzitu a evoluci anaerobních eukaryot.
Vystudoval Přírodovědeckou fakultu Univerzity Karlovy, kde poté začal působit jako vědecký pracovník a vysokoškolský pedagog. V současné době zde zastává funkci vedoucího katedry zoologie.
Uplatňuje se rovněž jako popularizátor přírodních věd. Dlouhodobě se snaží informovat protistologických objevech nejen studenty, ale i veřejnost. Pravidelně přispívá do populárně-naučných časopisů Vesmír a Živa. Společně s kolegy Vladimírem Hamplem a Pavlem Škaloudem také zveřejňuje na internetu veškeré studijní materiály určené posluchačům předmětů Protistologie a Obecná protistologie.
V roce 2022 se stal jedním z autorů popisu nového rodu zelených řas s pozoruhodným jménem Leontynka. Název byl zvolen na počest jedné z hlavních postav filmu Ať žijí duchové.